# Видмухувка (Томашівський повіт)
Видмухувка (пол. Wydmuchówka; укр. Видмухівка) — частина села Паньків у Польщі, в Люблінському воєводстві Томашівського повіту, ґміни Тарнаватка.

## Історія
Первісним населенням Видмухувки були русини-лемки, які компактно проживали на своїх історичних землях. 